# 喜马拉雅看麦娘
喜马拉雅看麦娘（学名：Alopecurus himalaicus）为禾本科看麦娘属下的一个种。

## 扩展阅读
- 維基物種上的相關：喜马拉雅看麦娘